# Birgitte Jennes
Birgitte Jennes (født 23. november 1953) er en tidligere dansk atlet fra Trongårdens IF. 
Jennes vandt ti danske mesterskaber og deltog i fire EM. Ved EM 1969 i Athen deltog hun som kun 15-årig på det danske 4 x 400 meter hold sammen med Pia Lund Hansen, Kirsten Høiler og Annelise Damm Olesen. Deres tid på 3:36,2 er fortsat er gældende dansk rekord.   Hun er også indehaver en af de mest sejlivede danske rekorder, nemlig U18-rekord på 400 meter med 54,6 som blev sat i Østberlin 2. august 1970.
Hun underviser i dag i idræt ved læreruddannelsen på Campus Carlsberg.

## Internationale mesterskaber
- 1974 EM 800 meter 2:09,2
- 1972 EM-inde 400 meter inde 9.plads 57,37
- 1972 EM-inde 800 meter inde 10.plads 2:11,1
- 1971 EM 800 meter 2:09,5  5. plads i indledende heat
- 1969 EM 400 meter 55,5 5. plads i indledende heat
- 1969 EM 4x400 meter 3.36,2 5. plads i indledende heat

### Internationale ungdomsmesterskaber
- 1970 JEM 800 meter 7.plads 2:08,61

## Danske mesterskaber
- Bronze 1986  400 meter 56,86
- Sølv 1975  800 meter 2:08,86
- Bronze 1975  400 meter 56,47
- Sølv 1974  400 meter 55.7
- Guld 1973  400 meter 54,6
- Guld 1973 800 meter 2:09,0
- Guld 1972  1,5km cross  5,56
- Guld 1972  800 meter inde  2:18,2
- Guld 1971  1,5km cross  5,12
- Sølv 1971  400 meter 56,1
- Sølv 1971  800 meter 2:07,1
- Guld 1970  400 meter 54,8
- Guld 1970  800 meter 2:09,8
- Guld 1970  1,5km cross  3,26
- Guld 1969  1500 meter  4:50,2
- Guld 1969  1,5km cross  4,22
- Sølv 1969  400 meter  56,5
- Sølv 1969  800 meter 2:19,4

## Danske rekorder
Seniorrekorder
- 4 x 400 meter 3:36,2 Athen 19 september 1969

U18-rekorder
- 400 meter 54,6 Østberlin 2. august 1970

P17-rekorder
- 400 meter 54,6 Østberlin 2. august 1970

P16-rekorder
- 400 meter 55,0 Østberlin 24. september 1969

## Personlige rekorder
- 200 meter: 25,1 1970
- 400 meter: 54,6 1970
- 800 meter 2.03,6 1974
- 1500 meter: 4.30,9 1973
- 1 mile: 5.07,8 1971